# Keratella sinensis
Keratella sinensis är en hjuldjursart som beskrevs av Segers och Wang 1997. Keratella sinensis ingår i släktet Keratella och familjen Brachionidae. Inga underarter finns listade i Catalogue of Life.